# 泰尔哈拉
泰尔哈拉（Telhara），是印度马哈拉施特拉邦Akola县的一个城镇。总人口18906（2001年）。

## 人口
该地2001年总人口18906人，其中男性9773人，女性9133人；0—6岁人口2555人，其中男1312人，女1243人；识字率73.89%，其中男性为80.10%，女性为67.25%。